# Marathon van Rome 2016
De marathon van Rome 2016 werd gelopen op zondag 10 april 2016. Het was de 22e editie van deze marathon. Naast een hele marathon was er ook een wedstrijd over een halve marathon. Het evenement had de status AAF Gold Label Road Race.
De wedstrijd werd met overmacht gewonnen door de Keniaan Amos Choge in 2:08.12. Dit was de eerste keer dat hij een marathon liep. Bij de vrouwen kwam de Ethiopische Rahama Chota als eerste over de streep door in 2:28.49 te finishen. Ook zij had meer dan een minuut voorsprong op de concurrentie.
In totaal finishen er 13.870 deelnemers, waarvan 11.092 mannen en 2778 vrouwen.

## Uitslagen

### Mannen
| rang   | naam               | land | tijd    |
| ------ | ------------------ | ---- | ------- |
| Goud   | Amos Choge         | KEN  | 2:08.12 |
| Zilver | Birhanu Addisie    | ETH  | 2:09.27 |
| Brons  | Dominic Kipngetich | KEN  | 2:09.28 |
| 4      | Tujuba Megersa     | ETH  | 2:09.28 |
| 5      | Abebe Negewo       | ETH  | 2:11.02 |
| 6      | Ezekiel Omullo     | KEN  | 2:11.49 |
| 7      | Robert Kiplimo     | KEN  | 2:12.22 |
| 8      | Silas Cheboit      | TAN  | 2:12.33 |
| 9      | Muhajir Haredin    | BRN  | 2:12.44 |
| 10     | Hosea Kimeli       | KEN  | 2:17.12 |
| 11     | Martin Dematteis   | ITA  | 2:18.20 |
| 12     | Giovanni Gualdi    | ITA  | 2:18.38 |
| 13     | Dario Santoro      | ITA  | 2:23.31 |
| 14     | Andrey Leymenov    | KAZ  | 2:25.30 |
| 15     | Ettore Scardecchia | ITA  | 2:28.42 |

### Vrouwen
| rang   | naam              | land | tijd    |
| ------ | ----------------- | ---- | ------- |
| Goud   | Rahama Chota      | ETH  | 2:28.49 |
| Zilver | Melka Mulu        | ETH  | 2:29.59 |
| Brons  | Kenza Dahmani     | ALG  | 2:33.53 |
| 4      | Giovanna Epis     | ITA  | 2:38.20 |
| 5      | Dominika Stelmach | POL  | 2:43.53 |
| 6      | Anna Alberti      | ITA  | 2:47.49 |
| 7      | Fasika Zenebe     | ETH  | 2:50.43 |
| 8      | Paola Salvatori   | ITA  | 2:52.33 |
| 9      | Maurizia Cunico   | ITA  | 2:54.08 |
| 10     | Jane Fardell      | AUS  | 2:56.30 |

1982 ·
1983 ·
1984 ·
1985 ·
1986 ·
1987 ·
1988 ·
1989 ·
1990 ·
1991 ·
1995 ·
1996 ·
1997 ·
1998 ·
1999 ·
2000 ·
2001 ·
2002 ·
2003 ·
2004 ·
2005 ·
2006 ·
2007 ·
2008 ·
2009 ·
2010 ·
2011 ·
2012 ·
2013 ·
2014 ·
2015 ·
2016 ·
2017